# Property Brothers
 Property Brothers  es un programa televisivo canadiense de tipo reality show producido por Cineflix. Se emite en los canales W Network en Canadá y HGTV en Estados Unidos, bajo el nombre de My Dream Home. En Australia se emite en el canal LifeStyle Home, y en Nueva Zelanda en el canal ChoiceTV; también se transmite como Irmãos a Obra y Hermanos a la obra en Brasil e Hispanoamérica respectivamente, ambos a través de los canales locales de Discovery Home & Health, y como La casa de mis sueños en España, se emite a través de los canales de televisión: Divinity, DKISS, Ten y Decasa. La serie sigue a los hermanos Jonathan y Drew Scott, quienes ayudan a compradores de casas a comprar y renovar casas que necesitan reparaciones.
Drew y Jonathan Scott son dos hermanos gemelos que se han hecho un hueco en las televisiones de todo el mundo gracias su conocido programa de reformas ‘Property Brothers’. Drew es agente inmobiliario y Jonathan es contratista y diseñador, pero juntos realizan las más impresionantes remodelaciones en todo tipo de propiedades, convirtiendo casas en hogares más cómodos y funcionales. 
A diferencia del resto de programas de los hermanos Scott, este formato tiene como objetivo principal renovar las casas al completo sin ninguna intención de revenderlas o de obtener una ganancia de ellas. En ‘Los gemelos reforman dos veces’, Drew y Jonathan trabajarán mano a mano con los propietarios para conseguir hacer realidad la casa de sus sueños. Los hermanos Scott presentarán a los protagonistas de cada episodio dos posibles reformas de sus hogares, intentando dar respuesta a sus gustos y teniendo en cuenta su presupuesto. A partir de ahí, los propietarios tendrán que optar por una de ellas y decidir el aspecto que quieren dar a su hogar. Los hermanos se pondrán manos a la obra para ofrecer unos resultados que superen sus expectativas.
Drew y Jonathan Scott también tienen varios otros shows: Brother vs Brother (Hermano contra hermano), Buying and Selling (Compra y venta) y Property Brothers at Home (Property Brothers en casa), además de Off Topic with the Scott Brothers (Fuera de tema con los hermanos Scott), un programa de radio de 60 minutos de 13 semanas que se emitió en Corus Radio.
Drew es un experto en bienes raíces que busca casas en un buen estado y negocia su compra; su hermano Jonathan es un contratista con licencia que renueva las propiedades. Juntos, los hermanos ayudan a familias a encontrar, comprar, y transformar casas que necesitan reparaciones en la casa de sus sueños, siguiendo un cronograma y presupuesto estrictos.
Los episodios comienzan con los hermanos mostrando a los compradores una casa con todo lo que desean, que tiende a rebasar sustancialmente su presupuesto. Después, los hermanos les muestran casas que necesitan refacciones pero con potencial para convertirse en la casa de sus sueños. Una vez que las opciones se reducen a solo dos, los hermanos utilizan imágenes generadas por computadora para que los compradores puedan visualizar cómo se verá cada casa después de la remodelación. Como es típico de shows de mejoras para el hogar con un formato de renovación acelerada, los hermanos contratan tres experimentados equipos para trabajar en la casa, para así terminar en un plazo de 4 a 6 semanas. Trabajan con presupuestos de proyecto reales establecidos por los compradores; estos son dueños de la propiedad y pagan por la remodelación, pero el show les proporciona muebles y accesorios por un valor de entre unos $20 000 a $25 000 dólares.
La primera temporada fue grabada en Toronto, Ontario, Canadá. En la tercera temporada, el show se grabó en Austin, Texas, por la mitad del año, y en Canadá por el resto. Los hermanos regresaron a su ciudad natal de Vancouver, Columbia Británica, para rodar en 2013. En 2014 varios episodios del show se grabaron en Atlanta, Georgia, y en 2015 grabaron en el condado de Westchester, en el estado de Nueva York.
Se emite en versión original en los 56 países pertenecientes a Mancomunidad de Naciones más Estados Unidos, Irlanda y Zimbabue. Su país original es Canadá.
- Programas relacionados
  - Property Brothers, y con este nombre tienen programas como Property Brothers:
  - Comprando y vendiendo,
  - Brother vs. Brother,
  - At Home y
  - Celebrity IOU.
  - No odies tu casa con los Property Brothers, Serie: Reality, 2024
  - Los gemelos reforman dos veces: Edición Celebrity, Serie: Reality, 2020
  - El viaje de poder de Jonathan Scott, Película: Documental, 2019
  - Hermanos de propiedad: hogar para siempre, Serie: Reality, 2016
  - Los hermanos toman Nueva Orleans, Serie: Reality, 2013
  - Los gemelos decoran dos veces (Property Brothers), Serie: Reality, 2012
  - La casa de mis sueños: Vender para comprar (Property Brothers), Serie: Reality, 2011
  - Los gemelos reforman dos veces (Property Brothers), Serie: Reality, 2011

## Episodios

### Resumen de episodios
| Temporada (en HGTV) | Número de episodios | Lugar de rodaje | Fecha de comienzo de la temporada |
| ------------------- | ------------------- | --------------- | --------------------------------- |
| 1                   | 13                  | Toronto         | 4 de enero de 2011                |
| 2                   | 13                  | Toronto         | 20 de octubre de 2011             |
| 4                   | 13                  | Atlanta         | 7 de febrero de 2012              |
| 3                   | 13                  | Austin          | 9 de enero de 2013                |
| 5                   | 13                  | Vancouver       | 28 de agosto de 2013              |
| 6                   | 13                  | Atlanta         | 12 de marzo de 2014               |
| 7                   | 13                  | Atlanta         | 7 de enero de 2015                |

### Primera temporada
| #  | Episodio N° (en HGTV) | Título                                                                         | Fecha de emisión original del episodio (en HGTV) |
| -- | --------------------- | ------------------------------------------------------------------------------ | ------------------------------------------------ |
| 1  | 1                     | "Family Fixer-Upper" [Casa para la familia que necesita refacciones]           | 20 de abril de 2011                              |
| 2  | 2                     | "Vintage Clothes, Vintage Homes" [Ropa vintage, casas vintage]                 | 27 de abril de 2011                              |
| 3  | 3                     | "Victorian Dream House" [Casa victoriana de sus sueños]                        | 4 de mayo de 2011                                |
| 4  | 4                     | "Honeymoon Retreat" [Refugio para luna de miel]                                | 11 de mayo de 2011                               |
| 5  | 5                     | "Leaving the Suburbs" [Yéndose de los suburbios]                               | 18 de mayo de 2011                               |
| 6  | 6                     | "Run-down Renovation" [Renovación de casa venida a menos]                      | 25 de mayo de 2011                               |
| 7  | 7                     | "Downtown Dump to Dream Home" [De cuchitril a casa de sus sueños en el centro] | 1° de junio de 2011                              |
| 8  | 8                     | "Contemporary Fixer-Upper" [Casa contemporánea que necesita refacciones]       | 8 de junio de 2011                               |
| 9  | 9                     | "Moving Out of Mom's" [Mudándose de la casa de mamá]                           | 27 de julio de 2011                              |
| 10 | 10                    | "Townhouse to Dream House" [De casa adosada a casa de sus sueños]              | 13 de julio de 2011                              |
| 11 | 11                    | "Another Renovation Plan" [Otro plan de renovación]                            | 20 de julio de 2011                              |
| 12 | 12                    | "Out on Their Own" [Dejar el nido]                                             | 6 de julio de 2011                               |
| 13 | 13                    | "Bachelor Pad to Family Home" [De piso de soltero a casa de familia]           | 22 de junio de 2011                              |

### Segunda temporada
| #  | Episodio N° (en HGTV) | Título                                                                         | Fecha de emisión original del episodio (en HGTV) |
| -- | --------------------- | ------------------------------------------------------------------------------ | ------------------------------------------------ |
| 14 | 1                     | "Space-less to Spacious" [De apretado a espacioso]                             | 19 de octubre de 2011                            |
| 15 | 2                     | "Not Suburban or Subdivision" [No al suburbio]                                 | 26 de octubre de 2011                            |
| 16 | 3                     | "Empty Nesters Explore the City" [Ocupantes del nido vacío exploran la ciudad] | 2 de noviembre de 2011                           |
| 17 | 4                     | "Suburbs to City Life" [De los suburbios a la vida citadina]                   | 9 de noviembre de 2011                           |
| 18 | 5                     | "Condo to Reno" [De condominio a renovación]                                   | 16 de noviembre de 2011                          |
| 19 | 6                     | "Commute to Compromise" [Llegar a un compromiso]                               | 23 de noviembre de 2011                          |
| 20 | 7                     | "Expanding the Family Fun" [Divirtiéndose más con la familia]                  | 30 de noviembre de 2011                          |
| 21 | 8                     | "Renting to Renovating" [De alquilar a renovar]                                | 7 de diciembre de 2011                           |
| 22 | 9                     | "Kosher Kitchen" [Cocina kosher]                                               | 14 de diciembre de 2011                          |
| 23 | 10                    | "First Home Jitters" [Nervios por la primera casa]                             | 21 de diciembre de 2011                          |
| 24 | 11                    | "Construction to Quiet" [De construcción a tranquilidad]                       | 11 de enero de 2012                              |
| 25 | 12                    | "Almost Newlyweds, Almost Home" [Casi recién casados, casi en casa]            | 29 de febrero de 2012                            |
| 26 | 13                    | "Out of the In-Laws' House" [Salir de la casa de los suegros]                  | 14 de marzo de 2012                              |

### Tercera temporada
| #  | Episodio N° (en HGTV) | Título               | Fecha de emisión original del episodio (en HGTV) |
| -- | --------------------- | -------------------- | ------------------------------------------------ |
| 27 | 1                     | "Kristi & Jay"       | 9 de enero de 2013                               |
| 28 | 2                     | "Luke & Courtney"    | 16 de enero de 2013                              |
| 29 | 3                     | "April"              | 23 de enero de 2013                              |
| 30 | 4                     | "Kristine & Paul"    | 30 de enero de 2013                              |
| 31 | 5                     | "Sarah & Mari"       | 6 de febrero de 2013                             |
| 32 | 6                     | "Samira & Shawn"     | 13 de febrero de 2013                            |
| 33 | 7                     | "Angie & Tito"       | 20 de febrero de 2013                            |
| 34 | 8                     | "Matt & Krysten"     | 27 de febrero de 2013                            |
| 35 | 9                     | "James & David"      | 6 de marzo de 2013                               |
| 36 | 10                    | "Parker & Francesca" | 13 de marzo de 2013                              |
| 37 | 11                    | "Caitlin & Steve"    | 20 de marzo de 2013                              |
| 38 | 12                    | "Kate & Dave"        | 27 de marzo de 2013                              |
| 39 | 13                    | "Rose & Giancarlo"   | 3 de abril de 2013                               |

### Cuarta temporada
| #  | Episodio N° (en HGTV) | Título                                                        | Fecha de emisión original del episodio (en HGTV) |
| -- | --------------------- | ------------------------------------------------------------- | ------------------------------------------------ |
| 40 | 1                     | "Under Their Own Roof" [Bajo su propio techo]                 | 13 de junio de 2012                              |
| 41 | 2                     | "Dumping the Duplex" [Yéndose del dúplex]                     | 6 de junio de 2012                               |
| 42 | 3                     | "Abundance of Appliances" [Abundancia de electrodomésticos]   | 12 de junio de 2012                              |
| 43 | 4                     | "Looking for Wow" [En busca de ese algo especial]             | 20 de junio de 2012                              |
| 44 | 5                     | "Space for a Crowd" [Espacio para una muchedumbre]            | 27 de junio de 2012                              |
| 45 | 6                     | "Downtown Dream Home" [La casa de sus sueños en el centro]    | 4 de julio de 2012                               |
| 46 | 7                     | "Picturing the Possibilites" [Visualizando las posibilidades] | 11 de julio de 2012                              |
| 47 | 8                     | "Bachelorette Pad" [Apartamento de soltera]                   | 18 de julio de 2012                              |
| 48 | 9                     | "High-End Home" [Casa de lujo]                                | 25 de julio de 2012                              |
| 49 | 10                    | "An Eclectic Vision" [Una visión ecléctica]                   | 1° de agosto de 2012                             |
| 50 | 11                    | "Fit for a Family" [Adecuado para una familia]                | 8 de agosto de 2012                              |
| 51 | 12                    | "Extended Family Fun" [Diversión con el clan familiar]        | 15 de agosto de 2012                             |
| 52 | 13                    | "Active in the City" [Activo en la ciudad]                    | 22 de agosto de 2012                             |

### Quinta temporada
| #  | Episodio N° (en HGTV) | Título                  | Fecha de emisión original del episodio (en HGTV) |
| -- | --------------------- | ----------------------- | ------------------------------------------------ |
| 53 | 1                     | "Megan and Greg"        | 28 de agosto de 2013                             |
| 54 | 2                     | "Sandra and Kyle"       | 4 de septiembre de 2013                          |
| 55 | 3                     | "Marla and Adam"        | 11 de septiembre de 2013                         |
| 56 | 4                     | "Mark and Priscilla"    | 18 de septiembre de 2013                         |
| 57 | 5                     | "Christine and Mathieu" | 25 de septiembre de 2013                         |
| 58 | 6                     | "Kathryn and Eric"      | 2 de octubre de 2013                             |
| 59 | 7                     | "Danielle and Chad"     | 9 de octubre de 2013                             |
| 60 | 8                     | "Mark and Joey"         | 16 de octubre de 2013                            |
| 61 | 9                     | "Kari and Boris"        | 23 de octubre de 2013                            |
| 62 | 10                    | "Karina and Stephan"    | 30 de octubre de 2013                            |
| 63 | 11                    | "Nancy and Rhonda"      | 6 de noviembre de 2013                           |
| 64 | 12                    | "Crista and Sumit"      | 13 de noviembre de 2013                          |
| 65 | 13                    | "Veronica and Andrew"   | 20 de noviembre de 2013                          |

### Sexta temporada
| #  | Episodio N° (en HGTV) | Título               | Fecha de emisión original del episodio (en HGTV) |
| -- | --------------------- | -------------------- | ------------------------------------------------ |
| 66 | 1                     | "Maria & Dave"       | 12 de marzo de 2014                              |
| 67 | 2                     | "Heather & Franklin" | 19 de marzo de 2014                              |
| 68 | 3                     | "Edith & Fred"       | 26 de marzo de 2014                              |
| 69 | 4                     | "Melissa & Joe"      | 9 de abril de 2014                               |
| 70 | 5                     | "Sandy & Susy"       | 2 de julio de 2014                               |
| 71 | 6                     | "Chris & Mike"       | 2 de julio de 2014                               |
| 72 | 7                     | "Beatriz & Brandon"  | 9 de julio de 2014                               |
| 73 | 8                     | "Anne & Luca"        | 23 de julio de 2014                              |
| 74 | 9                     | "mark & eugenie"     | 30 de julio de 2014                              |
| 75 | 10                    | "Nadine & Greg"      | 6 de agosto de 2014                              |
| 76 | 11                    | "Stephanie & David"  | 13 de agosto de 2014                             |
| 77 | 12                    | "Dionna & Natasha"   | 20 de agosto de 2014                             |
| 78 | 13                    | "Aven & Phillip"     | 27 de agosto de 2014                             |

### Séptima temporada
| #  | Episodio N° (en HGTV) | Título | Fecha de emisión original del episodio (en HGTV) |
| -- | --------------------- | --- | ------------------------------------------------ |
| 79 | 1                     | "A Suburban Home All On Their Own" [Una casa en los suburbios para ellos solos]                                                      | 7 de enero de 2015                               |
| 80 | 2                     | "Keeping it in the Family is Tough Competition" [Asuntos de familia—una competencia muy dura]                                        | 14 de enero de 2015                              |
| 81 | 3                     | "Single in the City and Looking for A Deluxe Pad" [Soltero en la ciudad y en busca de un apartamento de lujo]                        | 21 de enero de 2015                              |
| 82 | 4                     | "Squashing Sibling Rivalry by Going From Cramped to Spacious" [Derrotando la rivalidad entre hermanos yendo de apretado a espacioso] | 28 de enero de 2015                              |
| 83 | 5                     | "Escaping the In-Laws for a Family Functional Home" [Escapándose de los suegros y en busca de una casa funcional para la familia]    | 4 de febrero de 2015                             |
| 84 | 6                     | "Chic and Modern Home to Entertain in Style" [Casa moderna y chic para recibir invitados]                                            | 11 de febrero de 2015                            |
| 85 | 7                     | "Meeting in the Middle for the Perfect Property" [Llegando a un acuerdo para la propiedad perfecta]                                  | 18 de febrero de 2015                            |
| 86 | 8                     | "Room to Grow in Time for a Surprise Delivery" [Espacio para crecer a tiempo para un nacimiento sorpresa]                            | 25 de febrero de 2015                            |
| 87 | 9                     | "Wish List and Budget are Out of Sync" [Lista de requisitos y presupuestos son incongruentes]                                        |                                                  |
| 88 | 10                    | "She Wants a Fully-Loaded Suburban Home" [Ella quiere una casa con todo en los suburbios]                                            |                                                  |
| 89 | 11                    | "An Urban Dream Home for Their Happily Ever After" [La casa de sus sueños urbana para su “fueron felices para siempre”]              |                                                  |
| 90 | 12                    | "Promise of a Downtown Dream Home" [Promesa de una casa de sus sueños en el centro]                                                  |                                                  |
| 91 | 13                    | "Taking a Gamble on a Fixer-Upper" [Arriesgándose a lidiar con una casa que necesita refacciones]                                    |                                                  |